# Tours FC
Tours Football Club är en fransk fotbollsklubb från Tours. Klubben grundades 1919 och spelar sina hemmamatcher på Stade de la Vallée du Cher. Tours FC spelar för närvarande i franska sjätte divisionen efter att ha gått i konkurs 2021. Innan konkursen spelade man i fjärde divisionen. 

## Historik
Tours Football Club grundades 1919 under namnetAS Docks-du-Centre. 1921 ändrades namnet till AS du Centre och 1951 antogs namnet Tours FC. 1980 tog sig laget upp i första divisionen för första gången men har inte spelat i första divisionen sedan 1985. 

## Stadium
Tours har sedan 1978 spelat sina hemmamatcher på Stade de la Vallée du Cher. 

## Kända före detta spelare
- Omar da Fonseca
- Delio Onnis
- Gaëtan Englebert
- Jean-Marc Adjovi-Bocco
- Alfred Aston
- Fatih Atık
- Patrice Augustin
- Yves Bertucci
- Julien Cétout
- Cédric Collet
- David Fleurival
- Olivier Giroud
- Sébastien Gondouin
- Christophe Himmer
- Laurent Koscielny
- Frédéric Laurent
- Guy Lacombe
- Christophe Mandanne
- Michel Rodriguez
- Youssouf Touré
- Antoine Dossevi